# Standesdünkel
Standesdünkel bezeichnet den spezifischen Hochmut eines Standes gegenüber anderen, als ‚niedriger‘ erachteten Ständen.

## Vorkommen
Ursprünglich wurde mit dem Begriff das sogenannte standesgerechte Verhalten und die damit einhergehende entsprechende Einstellung von Teilen des Adels kritisiert. Diese Kritik machte sich beispielsweise an der Etikette, an herablassendem Verhalten und an der Praxis fest, nicht unter seinem Stand zu heiraten (vgl. Homogamie).
Obschon auch heute noch im Zusammenhang mit dem Adel vom Standesdünkel die Rede ist, bezeichnet der Begriff heute eher Berufsdünkel, Klassendenken oder Klassismus.

## Standesdünkel als Thema in der Literatur
Der Standesdünkel ist ein Hauptmotiv zahlreicher Romane und Dramen, so etwa in Friedrich Schillers „bürgerlichem Trauerspiel“ Kabale und Liebe von 1784. Im 19. Jahrhundert wird auch das Werk von E. Marlitt vom Thema des Dünkels wie von einem roten Faden durchzogen.